# Sonda (Rakete)

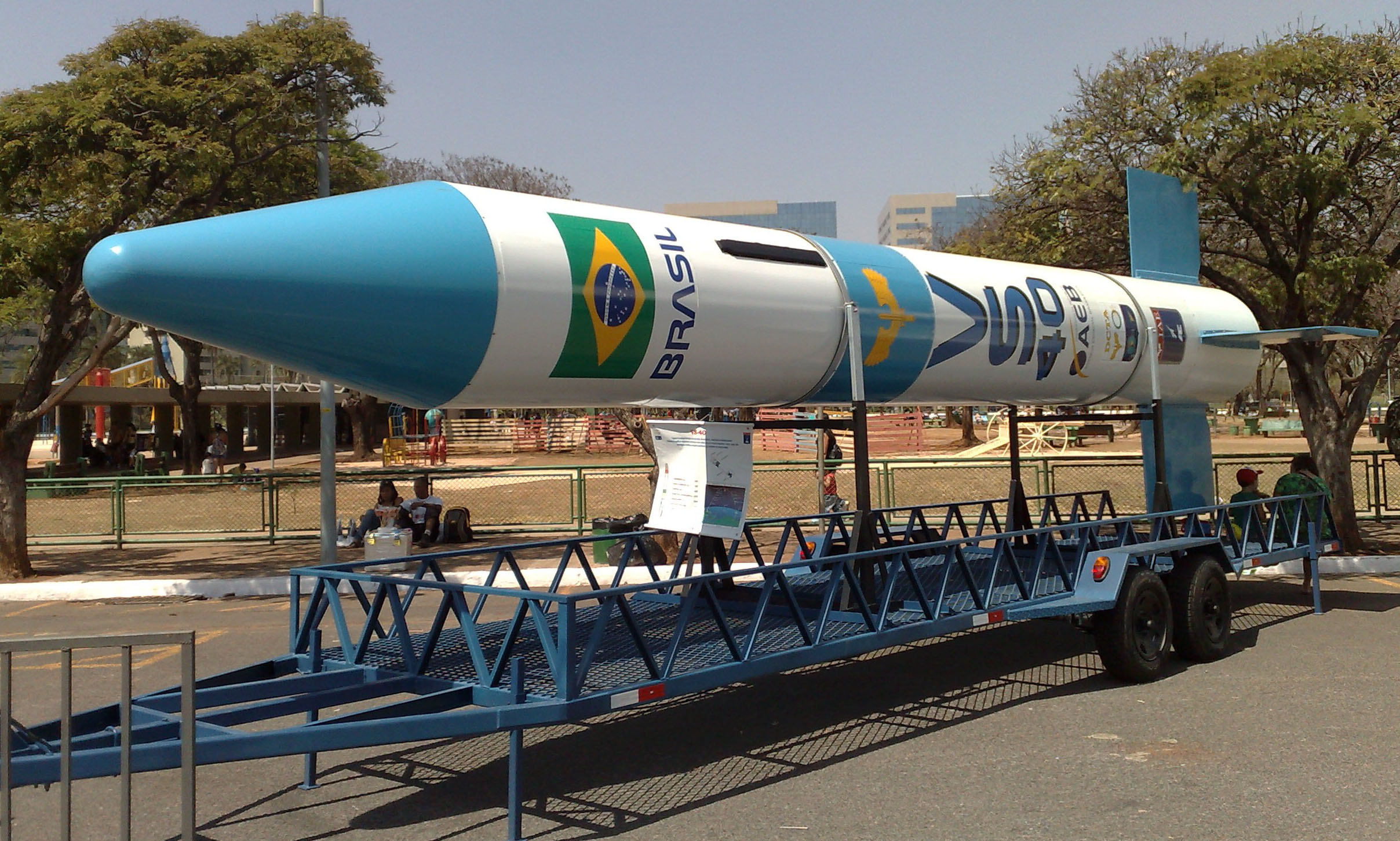
Rakete VS-40 ausgestellt im Parque Ana Lídia, Brasilien

Sonda ist eine Baureihe brasilianischer Höhenforschungsraketen mit Feststoffraketenantrieb.

## Raketen
Die Sonda 1 ist eine zweistufige Rakete mit einer Gipfelhöhe von 65 km, einem Startschub von 27 kN, einer Startmasse von 100 kg, einem Durchmesser von 11 Zentimetern. Sie wurde zwischen 1965 und 1966 neunmal gestartet und hatte eine Nutzlast von etwa 5 kg.
Die Sonda 2 ist eine einstufige Rakete mit einer maximalen Flughöhe von 180 km, einem Startschub von 36 kN, einer Startmasse von 400 kg, einem Durchmesser von 30 cm und einer Länge von 5,6 m. Sie wurde siebenmal zwischen 1990 und 1996 gestartet und hatte ein Nutzlast von weniger als 70 kg.
Die Sonda 3 ist eine in drei Versionen (Sonda 3, Sonda 3M1 und Sonda 3M2) verfügbare Zweistufenrakete mit einer Gipfelhöhe zwischen 250 und 650 km, einem Startschub von 102 kN, einem Durchmesser von 0,30 m und einer Länge von 8,00 m. Bei ihr kam die Sonda 2 als Oberstufe auf einer neuen Erststufe zum Einsatz. Die Raketen kamen ab 1976 zum Einsatz und hatten eine Nutzlast zwischen 50 und 150 kg. Die Startmasse beträgt bei der ersten Version 1500 kg und bei der zweiten Version 1400 kg.
Die Sonda 4 ist eine Zweistufenrakete mit einer Gipfelhöhe zwischen 700 und 1000 km, einem Startschub von 203 kN, einer Startmasse von 7200 kg, einem Durchmesser von 1,01 m und einer Länge von 11,00 m. Wiederum wurde eine abgewandelte Sonda 3 als Oberstufe auf einer neuen Erststufe eingesetzt. Sie wurde siebenmal zwischen 1984 und 1990 gestartet und besaß eine Nutzlast zwischen 300 und 500 kg. Auf der Sonda 4 basiert die Trägerrakete VLS-1, die 4 Stück als Booster und eine modifizierte als Erststufe verwendet.
Weiterhin gibt es mit den Versionen VS-30, VS 30/Orion, VSB-30 und VS-40 auf Basis der Sonda 3 bzw. 4 weitere ein- bzw. zweistufige Varianten für Suborbitalflüge.

## Daten der VS-40
- Länge über Alles: 6,725 m
- Durchmesser der Stufe: 1 m
- Stufen: 1
- Gesamtmasse: 6235 kg
- Masse der Nutzlast: 500 kg
- Erreichbare Höhe im Apogäum: 650 km

## Nutzung in Deutschland
Die VS-30 wurde vom Deutschen Zentrum für Luft- und Raumfahrt (DLR) als Erststufe für deren Experimentalflugkörper SHEFEX-I, die VS-40 für dessen Nachfolger SHEFEX II innerhalb des Entwicklungs- und Flugexperimentprogrammes SHEFEX ausgewählt.

## Militärische Nutzung
Zu den zivilen Sonda 1 bis 4 Raketen gibt es in der brasilianischen Armee auch militärische Gegenstücke in Form der Gefechtsfeldwaffen SS-07, SS-40 und SS-60 (die Heeresbezeichnungen der beiden letzten Typen sind FTG X-20 und FTG X-40), SS300 bzw. SS1000.